# Касьяновка (Двуречанский район)
Касьяновка (укр. Касянівка) — село,
Кутьковский сельский совет,
Двуречанский район,
Харьковская область, Украина.
Код КОАТУУ — 6321882503. Население по переписи 2001 года составляет 131 (59/72 м/ж) человек.

## Географическое положение
Село Касьяновка находится на левом берегу реки Нижняя Двуречная, выше по течению в 2,5 км расположено село Стецковка (Великобурлукский район), ниже по течению на расстоянии в 1 км — село Кутьковка, на расстоянии в 3 км расположены сёла Лозовая Первая, Лозовая Вторая, Плескачовка.

## Происхождение названия
В некоторых документах село называют Касяновка.
На территории Украины 4 населённых пункта с названием Касьяновка.

## История
- 1747 — дата основания[1].

## Экономика
- В селе есть молочно-товарная, свино-товарная и птице-товарная фермы.

## Объекты социальной сферы
- Клуб.